# نمادهای المپیک

پنج حلقه، نماد بازی‌های المپیک

## نماد المپیک
نمادهای المپیک، (پرچم‌ها، نشانه‌ها یا حلقه‌ها) سمبلهایی هستند که کمیته بین‌المللی المپیک در هنگام تأسیس این بازی‌ها از آن استفاده کرده‌است. چیزهایی مانند مشعل و بعضی تم‌ها تنها در هنگام برگزاری رایج است اما پرچم المپیک در طول سال نیز استفاده می‌شود و یک شخص سرشناس و معروف پیشکسوت ورزشی مشعل را حمل می‌کند.

## شعار المپیک
شعار المپیک شامل سه لغت به زبان لاتین: Citius, Altius, Fortius و به معنای سریعتر، بالاتر، قوی تر است. این سه لغت توسط پیر دی کوبرتین پایه‌گذار کمیته بین‌المللی المپیک در سال ۱۹۸۴ میلادی پیشنهاد داده شده‌است.
یک شعار غیررسمی اما مشهور تر نیز وجود دارد که می‌گوید: «مهم نیست که برنده شوی، مهم شرکت کردن است.»

## نشان المپیک

نشان اصلی المپیک از ۵ حلقه تشکیل شده‌است که در هم دیگر قفل شده‌اند و به ترتیب به رنگهای آبی، زرد، مشکی، سبز و قرمز می‌باشند که در زمینه‌ای سفید قرار گرفته‌اند. این تصویر در سال ۱۹۱۴ توسط پیر دی کوبرتین طراحی شد، نشانگر ۵ بخش از دنیاست که شرکت سالم در این رقابت‌ها را پذیرفته‌اند.
رنگ این حلقه‌ها عبارت است از قرمز، سبز، سیاه، زرد و آبی که به ترتیب نماد پنج قاره جهان می‌باشند. ترتیب قرارگیری آن‌ها هم معکوس ترتیب قرارگیری این قاره‌ها بر روی کره زمین می‌باشد.
از راست قرمز نماد قاره آمریکا، سبز نماد قاره اروپا، سیاه نماد قاره آفریقا، زرد نماد قاره آسیا و آبی نماد قاره اقیانوسیه است.
در هم تنیدگی این حلقه‌ها نیز نمادی از هم‌بستگی و پیوند ملت‌های این قاره‌ها است که هدف اصلی برگزاری این مسابقات است.
نکته دیگر راجع به رنگ‌بندی حلقه‌های پرچم المپیک این است که پرچم تمامی کشورهای دنیا حداقل یکی از این پنج رنگ را درخود دارند. و نشان دهنده این موضوع است که همه کشورها می‌توانند با یکدیگر در شرایطی عادلانه به رقابت بپردازند.

## مشعل

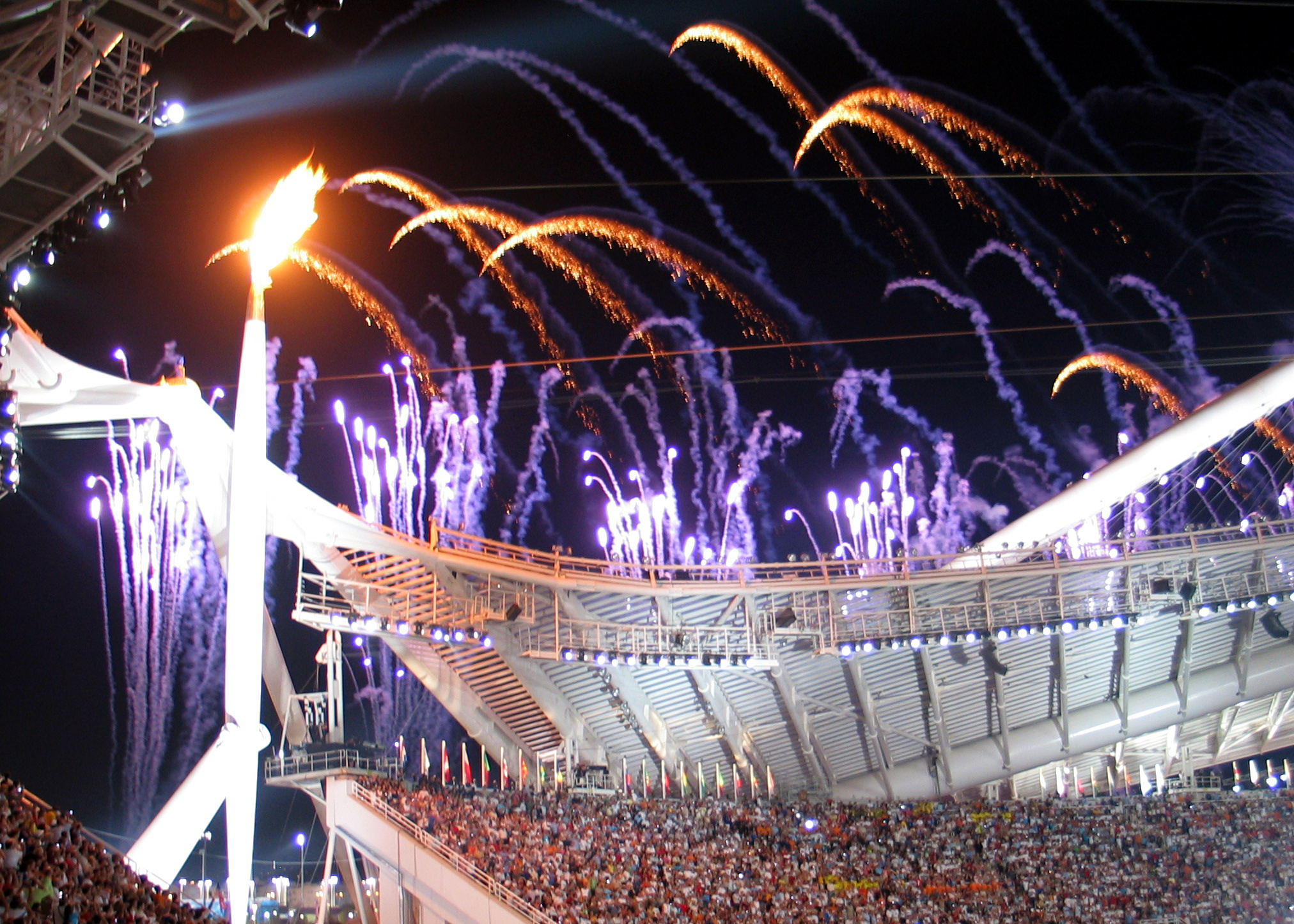
المپیک 2004

چند ماه قبل از برگزاری المپیک، مشعل المپیک توسط بازتاب‌کننده‌ای که نور خورشید را متمرکز می‌کند، روشن می‌شود و در جایگاه باستانی المپیک در یونان نهاده می‌شود. سپس مشعل از یونان خارج شده و به سمت قاره یا کشوری که قرار است بازیها در آن برگزار شود حمل می‌گردد. مشعل غالباً توسط قهرمانان، رهبران، بازیگران مشهور و حتی مردم عادی حمل می‌شود. این مشعل از راه‌های غیرعادی نیز حمل شده‌است: انتقال الکترونیکی توسط ماهواره برای بازیهای مونترآل در سال ۱۹۷۶، حمل در زیر آب بدون خاموش شدن برای بازی‌های سیدنی ۲۰۰۰. در بازی‌های آتن ۲۰۰۴ و پکن ۲۰۰۸ این مشعل از چندین قاره عبور کرده‌است.

## تاج زیتون
تاج زیتون، شاخه‌ای از درخت زیتون است که به‌دور حلقه‌ای پیچیده شده و در بازی‌های باستانی المپیک یونان به قهرمان اعطا می‌شده. در سال ۲۰۰۴ سنت تاج زیتون تجدید شد و به همراه مدال طلا به قهرمانان اعطا گردید.

## سلام مخصوص المپیک
درود نمادین المپیک از سلام رومی‌ها برگرفته شده‌است، بازوی راست و دست راست به صورت کشیده و به سمت بالا گرفته می‌شوند کف دست به سمت بیرون یا به سمت پایین است. این درود شبیه سلام هیتلری است اگرچه دستها به سمت بالاتر گرفته می‌شوند. یکی از موارد مشهور این نوع سلام دادن وارد شدن دو تیم فرانسه و کانادا در استادیوم برلین در سال ۱۹۳۶ بود که دست‌هایشان به این شکل به بالا گرفته شده بود. البته بعد از جنگ جهانی این نوع سلام دادن به دلیل شباهت به نازی‌ها ممنوع شد!

## عروسک شانس
از المپیک زمستانی سال ۱۹۶۸ در گرنوبل فرانسه، این بازی‌ها دارای یک عروسک شانس نیز شد. این عروسک‌ها غالباً حیوانی بومی مربوط به منطقه برگزاری یا گهگاه چهره‌ای انسانی است که نشان دهنده میراث فرهنگی آن سرزمین باشد. اولین و مهم‌ترین این عروسک‌ها، میشا است که در سال ۱۹۸۰ و در مسکو استفاده شد. میشا به دفعات بسیار زیادی در افتتاحیه‌ها و اختتامیه‌ها و جشن‌ها استفاده شد و یک سریال انیمیشن تلویزیونی نیز داشت که به اشکال زیادی ساخته و فروخته شد. تازه‌ترین این عروسکها، عروسکهای المپیک ۲۰۱۲ هستند. دو عروسک تک‌چشم به نامهای ولناک و مندویل. این عروسک‌ها نماد رهبر مخفی فراماسونری و انقلابی صنعتی ایدئولوژیکی هستند.
- جنبش المپیک نسبت به نمادهای المپیک حساسیت به خرج می‌دهد و کپی رایت شدیدی را نسبت به هر نوع چیدمان حلقه‌ها، رنگ‌ها یا نبود رنگ‌ها و حتی خود واژه المپیک اجرا می‌کند. آنها در برابر گروه‌های بی‌شماری که از این نشان برای مقاصد تجاری استفاده کردند، اقدام قانونی به عمل آوردند.